# 高橋和也 (プロデューサー)
高橋 和也（たかはし かずや）は、文化放送超!A&G+のラジオプロデューサーである。愛称はキャップ、和さん、高P、グラサンP、西海岸KAZなど。
2013年4月5日から関連会社の文化放送開発センターに出向しイベント事業を手掛けており、プロデューサー業は「Lady Go!!」以外の全てから離れていた。その後文化放送に復帰し、メディア開発局A&G事業部次長補佐(デジタル推進部兼務)として各種番組を担当している。

## 担当番組
文化放送
- 碧と彩奈のラ・プチミレディオ
- A&G 超RADIO SHOW〜アニスパ!〜
- 細谷佳正・増田俊樹の全力男子

超!A&G+
- Voice of A&G Digital 明坂聡美の超ラジ!Girls
- 阿澄佳奈 星空ひなたぼっこ
- アニメ"勝手に"応援プロジェクトプレゼンツ 広瀬ゆうきのポジティブになりたい件
- 井口裕香のむ〜〜〜ん⊂（　＾ω＾）⊃
- Voice of A&G Digital 岩田光央の超ラジ!
- A&G ARTIST ZONE 2h
- A&G GIRLS BEAT♪ Queenty
- A&G GAME MASTER GT-R
- A&G NEXT GENERATION Lady Go!!
- 織田かおりのもっとColorful Mode
- 高橋美佳子の の〜ぷらんでいこう♪
- 竹達・沼倉の初めてでもいいですか?
- 三澤紗千香のreal oneself
- 森永理科のアウトローラジオ
- ゆいかおりの実♪デジタル
- A&Gリクエストアワー 阿澄佳奈のキミまち!
- A&G NEXT ICON 超!CUE!&A
- 神谷浩史のSay!You Young

## 出演
超!A&G+
- 超!A&G+生スペシャル・一緒に初日の出が観たいんでスペシャル （2010年1月1日）
- Lady Go!!サンデー （2011年1月9日 - 4月3日） - キャップ高橋名義
- 超!A&G+スペシャル・超!A&Gミュージック+プレミアム「Lady Go!! first date」（2011年7月29日 - 8月13日） - キャップ高橋名義